# Рыцарство
Рыцарство — привилегированное военно-землевладельческое сословие в Западной Европе в Средние века.
Посвящение в рыцари расценивалось как королевская награда за государственную службу. Рыцарь — это член аристократии, имеющий в своём распоряжении земельный участок (феодал). Рыцари являются низшей ступенью феодальной лестницы. В Средние века в Европе братства рыцарей делились на религиозные и светские. К первому классу можно отнести рыцарей, принявших религиозный обет, например, членов ордена тамплиеров и рыцарей Св. Иоанна (госпитальеры), рыцарские ордена, воевавшие против сарацинов (арабов) и других нехристиан. Второй класс возник из рыцарей, бывших на королевской службе или служивших высокой знати. Рыцарство происходит из средневековой Франции и Испании, распространившись впоследствии на всю Европу, достигло наибольшего расцвета в XII-XIII веках. Усилилось во времена крестоносцев.
Рыцарство можно также рассматривать как кодекс поведения и чести, соблюдение которого предписывалось средневековым рыцарям. Фактически этот кодекс соблюдался редко, но, благодаря куртуазной литературе, в массовом сознании сформировался романтический образ галантного рыцаря, а само слово «рыцарь» со временем стало синонимом человека благородных нравов.
Рыцарство процветало в XI — XIII столетиях, но затем стало вырождаться в разбойничье рыцарство (Raubritter), занимавшееся ограблением торговых людей на больших дорогах и своих соседей.

## История рыцарства
Рыцарство как военный и землевладельческий класс возникло у франков в связи с переходом в VIII веке от народного войска к коннице вассалов. Под влиянием церкви и поэзии оно создало моральный и эстетический идеал воина, а в эпоху Крестовых походов под влиянием появившихся духовно-рыцарских орденов превратилось в наследственную аристократию. Первыми из рыцарских орденов были госпитальеры и тамплиеры, паломники в Святую Землю.
Прообразом рыцарей в какой-то мере было сословие всадников в Древнем Риме. С другой стороны, германские вожди довольно рано заимствовали у римской знати обычай окружать себя свитой приближенных, комитов (comites), а также гвардией телохранителей, букцелляриев, становившихся основой для профессиональных конных дружин.
Во франкском войске, в котором ещё в VII веке доминировала пехота, конницу изначально составляли дружинники короля — антрустионы (antrustiones), которые позже стали наделяться землёй и также послужили основой для рыцарского сословия. Свободным поселенцам Галлии было не под силу нести конную службу, поэтому для создания конницы Каролингам пришлось опираться на аристократов. Потребность во всадниках при Карле Мартелле и его сыновьях вызвала раздачу церковных земель в аренду на условиях выплаты оброка и иногда барщины. Мартелл раздавал церковные земли своим дружинникам и требовал от них конной службы. Созданная им профессиональная тяжеловооруженная конница проявила себя во время нападений арабов, проникавших в Галлию с Пиренейского полуострова. Позже на тех же условиях начали раздаваться королевские земли, как бенефиции. С VIII века таких людей стали называть «вассалами».
По мнению немецкого историка права второй пол. XIX века Генриха Бруннера, западноевропейский феодализм сам по себе формировался как общество, изначально ориентированное на создание, пополнение, поддержку и снабжение профессиональной тяжеловооружённой кавалерии, трансформировавшейся позже в рыцарскую конницу. Временем создания такой кавалерии он считал вторую четверть VIII века. По его словам, если в 732 году при Пуатье франкское войско Карла Мартелла состояло в основном из пехоты, то уже в 755 году Пипин Короткий требует от саксонцев дань конями.
В созданной Карлом Великим Империи франков (800) тяжеловооруженные конные отряды проявили себя в первую очередь в конфликтах централизованной власти с федератами Африки, Италии, Галлии, Испании, язычниками-саксами и славянами. Свободный человек, становившийся вассалом, приносил присягу на верность сеньору. С конца VIII века присяга требуется от всех, кто, получая бенефиции и поместья, становились вассалами. Карл Великий ещё использовал в войнах пехоту, однако уже Людовик I и Карл II собирали в походы только конницу.
К 807 году относится появление термина caballarius, которым обозначался профессиональный конный воин, способный полностью вооружиться за собственный счет. В 865 году от вассала с большим наделом, помимо меча и копья, для принадлежности тяжелой коннице требовалась кольчуга или панцирь (бруния). Легкая конница могла прибывать с копьем, мечом, щитом и луком. Легковооруженные всадники, не будучи свободными вассалами, были гораздо ниже по положению. Из оброчного населения можно было подняться в министериалы, получив должность при дворе сеньора, нести службу в легкой коннице, а потом, заслужив соответствующий бенефиций, перейти в тяжелую конницу и стать рыцарем. Таким образом создавался привилегированный класс дворовых слуг у богатых феодалов.
Ведущие историки французской «Школы Анналов» относят возникновение западноевропейского рыцарства к относительно позднему времени.
В 971 г. появился титул рыцаря, — писал в своей книге «Цивилизация Средневекового Запада» (1964) Жак ле Гофф, — начиная с 1030 г. получил распространение вассальный договор, а в 1032 г. исчезло понятие nobilis (знатный), чтобы уступить место понятию miles (рыцарь)... К 1075 г. рыцарство, поначалу группа, отличавшаяся богатством и образом жизни, стало наследственной кастой, истинной знатью.
Историк-медиевист Жорж Дюби полагал, что milites («воины») оформились в рыцарское сословие не ранее X века. И ещё в IX веке milites — просто военные профессионалы, несшие вассальную, обычно конную, военную службу своему сеньору и занимавшие, по сути, подчинённое положение.
Ж. Дюби заметил, что для того, чтобы узнать о происхождении рыцарей, надо исследовать термины, которыми они обозначались в источниках. На основе анализа грамот он показал, что термины fidelis («верный») и vassus, vassalus (изначально «раб»), применявшиеся с эпохи Меровингов (V—VIII вв.) для обозначения дружинников и вооруженных слуг правителей, около 971 года были заменены в источниках термином miles. Употребление в источниках X века определений miles («рыцарь») и milites («воины») взамен vassus и fidelis свидетельствует о социальном оформлении рыцарского сословия
«Рыцари, — пишет ученик Ж. Дюби историк Жан Флори, — это прежде всего солдаты». И ещё в начале XI века, как утверждает он, рыцарство не являлось ни общественным институтом, ни социальной группой, окончательно оформившись как сословие лишь к концу XII века
В разных странах условия, необходимые для посвящения в рыцари, несколько различались.
Так, в Германии министериалы с XI века составили особое сословие динстманнов (Dienstmannen), стоявшее выше крестьян и горожан, но ниже свободных рыцарей. Признаком несвободного состояния динстманнов являлась невозможность бросить службу по желанию. Первое место среди них принадлежало динстманнам короля и духовных князей (Reichsdienstmannen); ниже стояли динстманны светских князей. В Австрии и Штирии динстманнам во второй половине XIII века удалось сравняться с местной знатью. В северной Германии, где князья раздавали лены преимущественно динстманнам, поэтому с середины XII века в их сословие переходила даже знать.
Переход в рыцари лично несвободных прекращен был в Германии в середине XII века при Гогенштауфенах, и с этого времени немецкое рыцарство замыкается в наследственное сословие. Постановление Фридриха I Барбароссы от 1156 года (Constitutio de расе tenenda) запрещало крестьянам носить копьё и меч; даже купец не смел опоясываться мечом, а должен был привязывать его к седлу. Вводилось понятие о «рыцарском происхождении» (Ritterbürtigkeit). Согласно «Саксонскому зерцалу», у «истинного рыцаря» (von ridderes art) рыцарями должны были быть уже отец и дед. Другое постановление Фридриха I (Constitutio contra incendiarios, 1187—1188 годы) запрещало опоясываться рыцарским мечом сыновьям священников, диаконов и крестьян.
В Германии министериалы из столетия в столетия являлись классом, стоявшим выше крестьян и городских жителей, но ниже рыцарей. Их несвобода выражалась в том, что они не могли оставить службу по собственному желанию. Привилегии этого класса заставляли свободных и даже знатных людей добровольно подчиняться сеньорам на правах министериалов. Вскоре это стало массовым явлением. К XIV веку их несвободное происхождение вообще было забыто. Это становилось проблемой, потому что переход из новых слоев невооруженного населения в сословие рыцарей был остановлен в XII веке. Постановлением Фридриха I Барбароссы поселянам запрещалось носить копье и меч, даже купцы не имели права пользоваться мечом.
Во Франции, где уважением пользовались в первую очередь владельцы крупных земельных наделов, феодов, признаком знатности было допущение к посвящению в рыцари. Хотя простые люди и становились иногда рыцарями, главным правилом было, что в рыцари посвящался владелец надела.
В Англии право посвящать в рыцари довольно рано стало привилегией королей. Генрих III и Эдуард I требовали обязательного посвящения в рыцари всех, кто владел годовым доходом с земли не ниже 20 фунтов. Факт владения землёй брал, таким образом, верх над происхождением.
После того, как рыцари стали высшим классом, несвободные всадники остановились на титуле оруженосца, как наивысшем для них. Сыновья же рыцарей были оруженосцами до совершеннолетия, когда их посвящали в рыцари.
Хотя социальная роль рыцарского сословия в средневековых государствах Европы была значительной, доля его была относительно невелика, и в среднем составляла не более 3 % населения. В Испании и Польше, в силу особенностей исторического развития этих стран, количество рыцарей было несколько выше, но никогда не превышало 10 %.
Со временем, с усилением феодальной раздробленности, рыцарство «одичало» и появилось много рыцарей-грабителей, которые из своих замков, превратившихся в разбойничьи гнезда, атаковали соседей и проезжих купцов, как это красочно описано в исторической повести Генриха фон Клейста «Михаэль Кольхаас» (1808).
Императору Священной Римской империи Рудольфу II Габсбургскому (1576—1612) принадлежит честь истребления в Германии большого числа разбойничьих гнезд таких рыцарей-грабителей.
С возникновением огнестрельного оружия и увеличением роли пехоты рыцари как военная сила перестали существовать.

## Упадок рыцарства
Возникшее в середине VIII века и ставшее основой военного дела к середине IX рыцарство сохраняло свои исторические позиции в силу ряда объективных причин. Характерные для Античности формы воинского дела опирались на рабовладение и работорговлю и связанные с ними развитые древние города и высокий уровень торгово-денежных отношений. В условиях Раннего Средневековья натуральное хозяйство, упадок городов и торговли делали невозможным содержание постоянного войска, сопоставимого по уровню подготовки и дисциплины с римскими легионами или даже эллинскими фалангами: вассально-ленная система была безальтернативной. Однако рост городов и развитие торговли в период Высокого Средневековья привели к появлению дисциплинированных городских ополчений, а позже — и профессионалов-наемников незнатного происхождения. В XIV—XV веках к этому добавились появившиеся возможности пехоты противостоять рыцарской латной коннице и в полевых боях: строй пикинёров, вагенбурги, огнестрельное оружие и др. Стала появляться и наемная конница, не связанная с ленной системой (кирасиры, а позже рейтары). Сами рыцари стали чаще играть роль не тяжелой конницы, а командиров отрядов пехоты или наемной кавалерии. После битвы при Павии 1525 года, когда имперские аркебузиры буквально в упор расстреляли французских жандармов, рыцарская конница в классическом виде ушла в прошлое для Западной Европы. Исключение составили Гражданская война в Англии, где на стороне короля Карла I сражались «кавалеры» — конное ополчение из аристократов, возглавляемое принцем Рупертом (как и вся армия короля, они потерпели полное поражение от «железнобоких» всадников Оливера Кромвеля).

## Обряд посвящения в рыцари
Уже во времена Тацита вручение оружия молодому германцу в присутствии народного собрания обозначало его совершеннолетие. Оружие вручал кто-нибудь из вождей племени, либо отец, либо родич молодого человека. Карл Великий в 791 году торжественно опоясал мечом своего 13-летнего сына Людовика, а Людовик, в 838 году — своего 15-летнего сына Карла. Этот немецкий обычай лег в основу средневекового посвящения в рыцари, как члены воинского клана. Посвящение в рыцари в средневековых латинских текстах обозначалось словами «надеть воинский пояс».
Рыцарем на протяжении долгого времени мог стать каждый. Сначала рыцарство давалось, по немецкой традиции, в 12, 15, 19 лет, однако в XIII веке заметно желание отодвинуть его до совершеннолетия, то есть до 21-го года.
Каждый рыцарь мог посвящать в рыцари, но чаще это делали родственники посвящаемого. Сеньоры, короли и императоры стремились оставить это право за собой.
В XI—XII веках к немецкому обычаю вручения оружия присоединился обряд подвязывания золотых шпор, надевания кольчуги и каски, принятия ванны перед одеванием. Colée, или удар ладонью по шее, вошёл в употребление позднее. Он был для рыцаря проверкой смирения и распространился с севера. Некоторые исследователи связывают его с Римским актом освобождения (для несвободного всадника принятие в рыцари было фактически освобождением). Это единственный удар за всю жизнь рыцаря, который он мог получить, не возвращая. Ближе к концу обряда рыцарь вскакивал, не касаясь стремен, на коня, скакал галопом и ударом копья поражал манекены, установленные на столбах. Иногда сами рыцари обращались за освящением оружия к церкви, таким образом стали проникать в обряд христианские обычаи.
Однако вначале церемония посвящения носила светский характер. Тем не менее, влияние церкви на военное сословие было ощутимым, вначале через присягу на верность, потом через присягу Земному или Божественному свету, наконец — через обряд освящения оружия перед вручением его воину при достижении зрелости. «Верность» включает исполнение христианского долга служить Богу, защищать церковь, вдов, сирот, обязательство придерживаться справедливости и т. д.
Так церковь включила посвящение в религиозные рамки, превратила в религиозную церемонию. Посвящение чаще всего совершалось в праздники: Рождество, Крещение, Пасху. Возник обычай «ночной стражи»: перед посвящением, вечером, посвящаемый должен был отправиться в церковь и провести в храме у алтаря всю ночь. Он должен был не спать и молиться. На рассвете ночная стража заканчивалась, и церковь наполнялась людьми. Посвящаемый должен был выстоять мессу, исповедоваться, причаститься, потом положить своё оружие на алтарь и опуститься на колени перед священником, который благословлял его меч и потом, с молитвой, вручал его. Благословляя оружие, церковь вселяла мысль, что рыцарь должен быть христианским воином и защитником церкви. Потом проводилась светская часть: опоясывание мечом, «удар», «чучело», иногда священник не только освящал меч, но и опоясывал рыцаря.

## Рыцарские добродетели
Превращение раннесредневековых milites в рыцарей «классического» Средневековья выражалось в обретении ими высокого социального достоинства и выработке элитарного самосознания. Всё это, несмотря на очевидное расхождение между действительностью и поэтическим её преображением, неизбежно сопровождалось процессом героизации и мифологизации рыцарского сословия, нашедшим своё отражение в «королевских зерцалах», генеалогиях знатных родов, рифмованных хрониках, рыцарских романах, chansons des gestes, поэзии труверов, трубадуров и миннезингеров.
Под влиянием церкви и поэзии, которая фактически воспевала рыцаря как идеал воина, сформировались характеристики, присущие только настоящему рыцарю. Это мужественный, сильный настоящий воин, который придерживается рыцарской присяги, то есть: каждый день слушать обедню, быть бесстрашным, рисковать за католическую веру, охранять церкви и духовенство от грабителей, охранять вдов и сирот, избегать несправедливого окружения и грязного заработка, для спасения невиновного идти на поединок, посещать турниры только ради воинских занятий, почтительно служить императору в мирских делах, жить безупречно перед Господом и людьми, бороться против зла, быть щедрым, правдивым, держать слово, быть верным своему государю, любить отечество.
В разных странах существовали свои образцы для подражания, в средневековой Франции, к примеру, таковыми являлись герои Столетней войны Жоффруа де Шарни (1306—1356), Бертран Дюгеклен (1320—1380), Арно Гийом де Барбазан (1360—1431) и Жан ле Менгр Бусико (1366—1421), а также герой Итальянских войн Баярд (1473—1524), в Бургундии — чемпион турниров Жак де Лален, а в Германии — рыцари-миннезингеры XII-XIII веков Гартман фон Ауэ, Вольфрам фон Эшенбах, Вальтер фон дер Фогельвейде, Ульрих фон Лихтенштейн и др., а также участники Реформации и Крестьянской войны Гёц фон Берлихинген (1480—1562) и Флориан Гайер (1490—1525).
Для рыцаря было несколько важных вещей — это вера, честь, дама сердца.
Верность Господу для такого воина всегда на первом месте, молитвы — неотъемлемая часть его жизни. Поэтому многократно рыцари собирались в Крестовые походы с целью освобождения Святой Земли.
Честь заключалась в соблюдении присяги и морального кодекса. Никто не имел права опорочить честь рыцаря без последствий. Воин должен был отстоять свою честь и мог вызвать соперника на поединок.
Одной из самых романтических сторон Средневековья был феномен «прекрасной дамы». Это был настоящий «культ» любви, причем любви в основном духовной, платонической. Любовь стала служением «прекрасной даме», поклонением ей. Дама сердца была для рыцаря неземным созданием, воплощением божества. В кодексе рыцарской любви центральное место занимали ратные подвиги в честь «прекрасной дамы» и её прославление. Любовь рыцаря была чувством идеально-возвышенным и утонченным. Рыцарь сражался на турнирах, прикрепив перчатки своей дамы к шлему и прибив к щиту табличку, которая возвеличила её, и её красоту. И позже, в эпоху Возрождения, в честь прекрасной дамы складывались стихи и исполнялись серенады.
Обычаи рыцарской любви были неторопливы. После нескольких месяцев ухаживания рыцарь получал право поцеловать руку своей дамы. Точно следуя принятым в обществе правилам, он постепенно продвигался по ступеням близости, завоевывая сердце своей избранницы. При этом успех у любимой женщины всецело зависел от степени его заслуг. В сословной системе средневековья имела значение не личность человека, а та роль, которую он играл в обществе, его функция. Такой же функцией была и женщина. И только в любви она была сама собой, только в любви рыцарь относился к ней как к женщине, к человеку. И гимны любви, написанные трубадурами, были страстной мечтой об идеальных человечных отношениях между людьми. Обожая женщину, они представляли её как воплощение лучших человеческих свойств — красоты, доброты, грации, ума, человеколюбия. В рыцарской любви к женщине торжествовал подход со стороны высших идеалов, которые в то время выработало человечество. Основными добродетелями, которыми должен обладать истинный рыцарь считались честь, мужественность, верность, щедрость, рассудительность, куртуазность, свобода.

## Оружие и вооружение
Комплекс вооружения профессиональных конных воинов эпохи Каролингов сформировался преимущественно под влиянием наемной кавалерии позднего Рима, испытавшей готское и сармато-аланское влияние. Походы Карла Великого против аваров в конце VIII — начале IX века, а позднее набеги кочевых мадьяр оставили европейцам седло со стременами, позволявшие тяжело вооруженному всаднику прочно сидеть на лошадином крупе и наносить копьем не только колющие удары сверху, но и прямые удары по горизонтали, первоначально обеими руками, как это было в обычае у византийских катафрактов.
Франкские воины времен битвы при Пуатье 732 года, стремян, по-видимому, ещё не знали, тем более что их противники, пиренейские арабы, использовали вместо них кожаные ременные петли. С другой стороны, на миниатюрах из «Штутгартской Псалтири» (825) одетые в чешуйчатые доспехи всадники сидят в седлах без стремян.
По мнению французского историка-медиевиста Филиппа Контамина, «стремя распространялось весьма медленно: византийцы познакомились с ним в VI в., самые богатые франки стали использовать его с VIII в., но ещё накануне битвы при Гастингсе англосаксы, хотя и знали стремя, им не пользовались».
Из «Законов рипуарских франков» (Lex Ribuaria) известно, что в середине VIII века экипировка конного воина состояла из шлема, панциря, меча с ножнами, поножей, копья, щита и коня. Стоимость этого комплекта составляла 44 солидов. Что представляла собой каролингская бруния (brunia), чешуйчатый панцирь или простую кольчугу, не совсем ясно, но миниатюры рукописей позволяют предположить, что доспехи были в основном пластинчатые. Германскую броню в «Кодексе Райхенау», по византийскому образцу, называют словом torax.
Согласно документам, ещё в 792—793 годах щит, копье, меч были обязательными для франкского конного воина, в отличие от доспехов, но к 805 году, согласно «Тионвильскому капитулярию», положение изменилось. Теперь, если воин не мог приобрести себе брунию и пр., он лишался своего статуса и связанного с ним имущества. Распространению доспехов способствовало появление выносливых тяжелых коней, известных со времен упадка Римской империи. Центр их разведения находился в Северной Африке, и в Европу в достаточном количестве они начали попадать только после покорения мусульманами Испании.
В XI—XII веках тяжеловооружённые рыцари все ещё защищали себя одними только длинными кольчугами или чешуйчатыми панцирями, а легковооружённые всадники являлись на битву совершенно без металлических доспехов, защищенные только кожаными рубахами или стегаными гамбезонами (акетонами). По мере того как тяжеловооружённая конница запасается бригантинами, носимыми вместе с кольчугой, позже поножами и наручами, наколенниками, налокотниками и наплечниками — что стало обычным с середины XIV века, у легковооружённых всадников также появляются кольчуги.
Распространившиеся с середины XIV века пластинчатые рыцарские латы к концу XV века превращаются в сплошную защиту всего тела, которая, несмотря на значительный вес, вопреки распространенному заблуждению, не сильно ограничивала подвижность воина, позволяя ему передвигаться не только верхом, но и в пешем строю.
Голову рыцаря изначально защищал не имевший ещё развитого забрала конический «норманнский» шлем, в XI веке дополненный наносником, а затем и полумаской. В XIII веке его сменяет закрытый «горшковый» шлем топфхельм, в усовершенствованном виде (кюбельхельм) использовавшийся до конца XIV века. Во второй половине XIV века последний вытесняет цельнокованый бацинет, или хундсгугель, с вытянутым подвижным забралом, а в первой половине XV века распространяются более практичные барбюты, салады и арметы. В XVI веке, когда сословие их постепенно приходит в упадок, конные рыцари сменяют последние на закрытые бургиньоты с подвижным забралом.
Применявшийся с XI века вытянутый каплевидный щит начиная с середины XII века сначала приобретает треугольную, со спрямленным верхом, форму, а в XIII веке облегчается и укорачивается, становясь классическим рыцарским щитом-экю, форму которого усваивает геральдика.
Наряду с прямым обоюдоострым мечом, сначала каролингского, затем, с конца XI века, романского, а с середины XIV века готического типа, основным наступательным оружием рыцаря являлось длинное копье (ланс), сначала предназначавшееся для колющих ударов сверху вниз, а с XII века — для прямых «таранных» ударов, отрабатывавшихся на турнирах.
Изобразительные источники XIII века, в частности, росписи Вестминстерского собора и миниатюры Библии Мациевского, свидетельствуют об использовании рыцарями, наряду с мечами, однолезвийных фальчионов. В качестве вспомогательного оружия применялись различные виды ударного оружия: боевые топоры, молоты, чеканы, перначи и кистени, или моргенштерны.
Многие рыцари являлись хорошими стрелками из лука, что подтверждается средневековыми источниками. Например, в «Сказании о Вольфдитрихе» говорится: «Трёх княжеских детей обучали разным рыцарским играм: защищаться и фехтовать, стрелять в цель, прыгать на расстояние, хорошо владеть копьём и держаться в седле; всё это делало их непобедимыми». Педро Альфонсо (нач. XII в.) включает стрельбу из лука в число «семи рыцарских искусств».
По данным французского историка-медиевиста Жана Флори, минимальная стоимость экипировки рыцаря к 1100 году составляла 250—300 су, то есть равнялась стоимости 30 быков, а в XIII веке из-за инфляции увеличилась примерно втрое.

## Военная тактика и воинские упражнения
Каждый тяжеловооружённый рыцарь брал с собой в битву трёх лошадей (обычно типа дестриэ) и одного, двух или трёх оруженосцев, которые обыкновенно набирались из зависимых людей или рыцарских сыновей, ещё не получивших посвящения в рыцари. Оруженосцы первоначально шли в битву пешими и во время схваток оставались сзади, с запасными лошадьми и оружием. Когда в XIV веке среди рыцарей укоренился обычай спешиваться во время битвы, оруженосцы стали набираться из лёгких всадников; счёт рыцарскому войску стал идти по «копьям», считая по три всадника на одно рыцарское копьё. На Рейне для той же рыцарской единицы появилось название «gleve» (glaive).
Обыкновенным построением для отряда рыцарей в Средние века был клин (cuneus). Такой «клин» мог состоять из нескольких сотен рыцарей, а иногда и из нескольких тысяч. Чаще всего всё рыцарское войско выстраивалось перед битвой в три боевые линии, одна за другой, а каждая боевая линия распадалась на «клинья» и имела центр и два крыла.
К началу XII века распространяется техника боя, при которой рыцарь, зажав копье под мышкой, упираясь прямыми ногами в стремена и прижимаясь спиной к высокой задней луке седла, жестко фиксировался в нём, представляя единую систему со своим конем, что позволяло сообщить копью поступательную энергию движения животного и многократно увеличить силу удара. Анна Комнина в «Алексиаде» рассказывает, что франкский рыцарь, зажав копье под мышкой и пустив коня во весь опор, способен буквально «пробить вавилонскую стену».
В рамках повседневного военного быта рыцарей, на основе традиционных военных упражнений, восходящих к римским временам, а также древнегерманских судов поединком, во второй половине XI века во Франции (couflictus gallici), затем в Германии зародились рыцарские турниры и уже оттуда проникли в Англию, Италию, Испанию и др. страны.

### Игра в шахматы
Самая популярная игра средневековых рыцарей, представляющая собой «притворную войну», может указывать – как и большинство игр, популярных в данном сообществе – на принципы, которых придерживаются представители рыцарского ордена. Своей популярностью среди рыцарей шахматы были обязаны своей прямой аналогии с войной; Однако в этой войне побеждает сила разума. Очевидно, что игра в шахматы — это идеальный бой, регламентированный правилами рыцарского кодекса . Здесь нет места для подмен и других грязных маневров. Простое согласие игроков на параллельное построение построений и лобовое столкновение армий является основным условием возникновения настоящего боя.

### Рыцарские турниры
Ценности рыцарского духа наиболее ярко видны на примере турнира . Особо в них проявляется сила (побеждает самый боеспособный и стойкий рыцарь), смелость (не каждый пойдет против бойца, славящегося непобедимостью; кроме того, существовал серьезный риск гибели), боевая этика (подробные правила нанесения ударов, оружия и т. д.), жажда славы (рыцари сражались преимущественно ради славы). В турнирах позднего средневековья к важнейшим ценностям относятся служение даме (турнир начинается и заканчивается по кивку дамы, в защиту которых сражаются их фавориты) и щедрость (организация турнира и призы, подаренные организатором, стоили очень дорого). Можно сказать, что средневековый турнир был игрой, в которой присутствовал идеал средневекового рыцаря.

## В современной Великобритании
В британской системе наград, начиная с Нового времени, рыцарство является почетным званием, дающим своему обладателю, в числе прочего, право титуловаться «сэр». Посвящение в рыцари может производиться монархом в знак признания высоких заслуг персоны перед британской короной. Некоторые высокопоставленные чиновники королевства получают рыцарство автоматически, по праву занятия должности. Посвященные в рыцари, но не являющиеся членом британского рыцарского ордена, носят титул «рыцарь-бакалавр».